# 埃弗里特 (華盛頓州)
埃弗里特（英語：Everett）位於美國華盛頓州西雅圖以北約30英里，是斯諾霍米什縣的郡府，人口超過十萬人，也是斯諾霍米什縣最大的城市和华盛顿州人口第七的城市。
埃弗里特是波音公司的生產基地之一。